# HD 191584
HD 191584，又名CD-4313855，SAO 230100、HR 7706，是一颗恒星，视星等为6.22，位于銀經357.57，銀緯-32.39，其B1900.0坐标为赤經20h 5m 31.5s，赤緯-43° -32.39′ 28″。